# Kollikodon ritchiei
 Kollikodon ritchiei — вимерлий вид однопрохідних ссавців. Відомий тільки з фрагменту щелепи з зубами: одним премоляром і двома молярами. Скам'янілі рештки  було знайдено у містечку Лайтнінг-Рідж у штаті Новий Південний Уельс, Австралія. Kollikodon мешкав у кінці ранньої крейди, в середньому альбі (близько 100-104 млн років тому). 
Kollikodon був відносно великим ссавцем для мезозою. Корінні зуби мають довжину близько 5,5 мм і ширину від 4 до 6 мм (Clemens та ін та ін., 2003). На підставі цих даних розраховано,  що довжина тіла сягала одного метра. Крім розміру, важко сказати, як Kollikodon виглядав. Тим не менш, він вів, принаймні частково, водний спосіб життя, так як його зуби були пристосовані для дроблення молюсків.